# Robot didàctic
Un robot didàctic és aquell robot que serveix per a l'aprenentatge i iniciació a l'automatització i la programació.
En funció del grau de construcció, dins l'ensenyament secundari obligatori, els podem classificar en robot comercial, que només cal programar per a funcionar, com per exemple el de la marca comercial Lego Mindstorms; el robot semiconstrucció, a partir d'una placa electrònica comercial que cal incorporar a un mecanisme, com el Arduino; i el robot autoconstruït, amb muntatge total del mecanisme, placa electrònica inclosa, per exemple el robot seguidor Robolot del IES la Garrotxa.